# Mošeja Grand Jamia, Lahore
Mošeja Grand Jamia Lahore (urdujsko گرینڈ جامع مسجد‎) je mošeja v soseski Bahria, Lahore, Pakistan. S kapaciteto 70.000 vernikov je tretja največja mošeja v Pakistanu in štirinajsta največja mošeja na svetu.
Zasnoval jo je Nayyar Ali Dada in je bila slovesno odprta na praznik Eid al-Adha 6. oktobra 2014. V zaprtih prostorih lahko sprejme 25.000 vernikov, medtem ko lahko dvorišče in hodnik, ki vodita do glavnih bogoslužnih dvoran, sprejme skupno 70.000 ljudi. Na arhitekturo vplivajo mošeja Badšahi, mošeja Vazir Kana in velika mošeja Šejka Zayeda, stroški gradnje pa so znašali več kot 4 milijarde rupij (ali približno 39 milijonov $).
Struktura obsega štiri minarete, vsak je visok 50 m, in veliko kupolo, ki jo obdaja 20 manjših kupol. Zunanjost je prekrita s 4 milijoni ročno izdelanih ploščic multani. Notranjost krasijo po meri izdelane preproge, uvožene iz Turčije in več kot 50 lestencev, uvoženih iz Irana. Eno od nadstropij je sestavljeno iz muzeja islamske dediščine, ki prikazuje redke koranske zbirke, islamsko knjižnico in tudi islamsko umetniško galerijo z različnimi starinskimi artefakti.

## Oblikovanje
Osnova celotne konstrukcije je dvignjena 6 m nad tla, streha se dvigne na 25 m, Velika kupola pa je postavljena v središče, obkrožena z 20 manjšimi kupolami. Konce celotne strukture označujejo visoki minareti, visoki 50 m. Mošeja vključuje 6 lesenih obokanih vrat, v notranjosti pa ima bele lestence, mozaik iz ploščic in izjemno lepe freske. Osrednja kupola je kronski dragulj tega veličastnega dela mojstrstva, ki se dviga 12 m v višino in 15 m v širino.
Avtohtona arhitektura se izraža z izbiro lokalnih materialov, ki odražajo mešanico indo-islamske arhitekture in sodobnih arhitekturnih elementov. Glavna struktura je ustvarjena iz Brick Gutka iz posebnega Multani Mitti, da bi se izognili solitru, ki ga običajno najdemo v opeki v Lahoreju. Opečna konstrukcija je bila obsežno okrašena z živahno barvno umetnostjo mozaika iz glaziranih ploščic, prikazanih v geometrijskih oblikah in cvetličnih vzorcih. Zasnovana je bila kot arhitekturni čudež modernih in klasičnih islamskih umetniških slogov. Grški in italijanski beli marmor pokriva zunanjost, medtem ko islamska kaligrafija krasi notranjost. 4,5 milijona ročno izdelanih keramičnih ploščic so ročno položili mojstri, kar je trajalo 4 leta. Podnožje vsakega minareta ima 4 lesena obokana vrata, okrašena z obsežnim mozaikom v živahnih barvah, ki se dvigajo vse do vrha konstrukcije. Vsak minaret ima lesene balkone iz šeešama, strehe pa so nadstreški v obliki kupole.
Urejeno dvorišče je bilo zasnovano v značilnem slogu čarbagh, to je postavitev vrta v perzijskem slogu, ki ga vidimo v številnih velikih mošejah na podcelini. Vrt je razdeljen na štiri dele s štirimi sprehajalnimi potmi s čudovitim vodnjakom v središču.